# Liste von Porzellanmanufakturen und -herstellern
Diese chronologische Liste beinhaltet ehemalige und bestehende europäische Manufakturen und Herstellerunternehmen von Porzellan (überwiegend Hartporzellan). Wenn kein Enddatum angegeben ist, produziert der Hersteller weiterhin oder ist in einem anderen Unternehmen aufgegangen (siehe Anmerkungen). Manchmal existiert noch der Name als Marke, auch wenn der Betrieb eingestellt ist.

## Liste der Porzellanmanufakturen und -hersteller
| gegründet | Marke/Betrieb eingestellt | Name | Ort                                                       | Land           | Anmerkungen |
| --------- | ------------------------- | --- | --------------------------------------------------------- | -------------- | --- |
| 1710      |                           | Königlich-Polnische und Kurfürstlich-Sächsische Porzellan-Manufaktur, heute Staatliche Porzellan-Manufaktur Meissen | Meißen, Sachsen                                           | Deutschland    | Kurfürstentum Sachsen |
| 1710      | 1860                      | Porzellanmanufaktur Ansbach-Bruckberg                                                                               | Ansbach, Bayern                                           | Deutschland    | 1710 bis 1758 nur Produktion von Fayence |
| 1718      | 1864                      | Kaiserlich privilegierte Porcellain Fabrique                                                                        | Wien                                                      | Österreich     | Nachfolge: ab 1923 Porzellanmanufaktur Augarten |
| 1720      | 1727                      | Porzellanmanufaktur Vezzi                                                                                           | Venedig                                                   | Italien        | |
| 1726      |                           | Rörstrand | Stockholm                                                 | Schweden       | |
| 1727      | 1945                      | Real Fábrica de Loza Fina y porcelana de l’Alcora                                                                   | L’Alcora, Provinz Castellón                               | Spanien        | ab ca. 1750 Porzellanproduktion |
| 1728      | 1835                      | Porzellanmanufaktur Le Nove                                                                                         | Nove                                                      | Italien        | Porzellanproduktion ab 1762 mit Unterbrechungen |
| 1730      | 1800                      | Porzellanmanufaktur Chantilly                                                                                       | Chantilly                                                 | Frankreich     | Weichporzellan |
| 1735      |                           | Fayence- und Porzellanmanufaktur Niderviller                                                                        | Niderviller                                               | Frankreich     | Porzellanproduktion ab ca. 1759 |
| 1737      |                           | Porcellana Ginori a Doccia, heute Richard-Ginori                                                                    | Sesto Fiorentino                                          | Italien        | Großherzogtum Toskana |
| 1738      | 1765                      | Porzellanmanufaktur Mennecy-Villeroy                                                                                | Mennecy                                                   | Frankreich     | Weichporzellan |
| 1740      |                           | Königliche Porzellanmanufaktur Sèvres                                                                               | Sèvres                                                    | Frankreich     | zunächst Fritten- und Weichporzellan; bis 1756 im Schloss Vincennes |
| 1743      |                           | Porzellanmanufaktur Chelsea                                                                                         | London-Chelsea                                            | Großbritannien | Weichporzellan; 1770 Fusion mit der Royal Crown Derby Porcelain Company |
| 1743      | 1760                      | Real Fabbrica di Capodimonte                                                                                        | Neapel                                                    | Italien        | Weichporzellan; 1760 Umzug nach Madrid, wurde zur Real Fabrica de Porcelana del Buen Retiro |
| 1744      |                           | Kaiserliche Porzellanmanufaktur St. Petersburg                                                                      | St. Petersburg                                            | Russland       | |
| 1746      |                           | Höchster Porzellanmanufaktur                                                                                        | Frankfurt-Höchst, Hessen                                  | Deutschland    | |
| 1747      |                           | Porzellanmanufaktur Fürstenberg                                                                                     | Fürstenberg, Niedersachsen                                | Deutschland    | |
| 1747      |                           | Porzellanmanufaktur Nymphenburg                                                                                     | Nymphenburg, Bayern                                       | Deutschland    | |
| 1747      | 1764                      | Porzellanfabrik Bow                                                                                                 | Bow, London                                               | Großbritannien | |
| 1748      |                           | Villeroy & Boch | Mettlach, Saarland                                        | Deutschland    | |
| 1750      |                           | Royal Crown Derby Porcelain Company                                                                                 | Derby                                                     | Großbritannien | Gründung vll. erst 1757 |
| 1751      | 1757                      | Porzellanmanufaktur Wegely                                                                                          | Berlin                                                    | Deutschland    | |
| 1751      |                           | Royal Worcester | Worcester                                                 | Großbritannien | |
| 1755      | 1800                      | Frankenthaler Porzellan                                                                                             | Frankenthal, Rheinland-Pfalz                              | Deutschland    | |
| 1757      | 1934                      | Porzellanmanufaktur Gotha                                                                                           | Gotha, Thüringen                                          | Deutschland    | |
| 1757      | 1802                      | Porzellanfabrik Lowestoft                                                                                           | Lowestoft, Suffolk                                        | Großbritannien | |
| 1758      | 2016                      | Porzellanmanufaktur Ludwigsburg                                                                                     | Ludwigsburg, Baden-Württemberg                            | Deutschland    | |
| 1759      | 1771                      | Weesper porseleinfabriek                                                                                            | Weesp                                                     | Niederlande    | |
| 1759      |                           | Josiah Wedgwood & Sons Ltd.                                                                                         | Staffordshire                                             | Großbritannien | |
| 1760      |                           | Porzellanfabrik Marieberg                                                                                           | Stockholm-Marieberg                                       | Schweden       | 1782 zu Rörstrand |
| 1760      | 1849                      | Real Fábrica de Porcelana del Buen Retiro                                                                           | Madrid                                                    | Spanien        | bis 1803 Weichporzellan; 1817–1849 als Real Fábrica de La Moncloa |
| 1760      |                           | Porzellanwerk Kloster Veilsdorf                                                                                     | Veilsdorf, Thüringen                                      | Deutschland    | |
| 1761      | Jahr unbekannt (1840?)    | Porzellanmanufaktur Kelsterbach                                                                                     | Kelsterbach, Hessen                                       | Deutschland    | Siehe auch Großherzoglich-Hessische Porzellansammlung |
| 1762      |                           | Aelteste Volkstedter Porzellanmanufaktur                                                                            | Volkstedt, Thüringen                                      | Deutschland    | seit Anfang der 1990er Jahre Teil von Seltmann Weiden |
| 1763      | 1790                      | Porzellanmanufaktur Kilchberg-Schooren                                                                              | Kilchberg                                                 | Schweiz        | |
| 1763      |                           | Königliche Porzellan-Manufaktur Berlin                                                                              | Berlin                                                    | Deutschland    | |
| 1763      | 1800                      | Porzellanmanufaktur Ottweiler                                                                                       | Ottweiler, Saarland                                       | Deutschland    | |
| 1764      | 1789                      | Fuldaer Porzellanmanufaktur                                                                                         | Fulda, Hessen                                             | Deutschland    | |
| 1764      | 2016                      | Wallendorfer Porzellanmanufaktur                                                                                    | Lichte, Thüringen                                         | Deutschland    | |
| 1764      | 1812                      | Porzellanmanufaktur Cozzi                                                                                           | Venedig                                                   | Italien        | |
| 1766      | 1917                      | Porzellanmanufaktur Gardner                                                                                         | Verbilki, Oblast Moskau                                   | Russland       | |
| 1767      | 1786                      | Porzellanmanufaktur Pfalz-Zweibrücken                                                                               | Zweibrücken, Rheinland-Pfalz                              | Deutschland    | |
| 1768      | 1835                      | Porzellanmanufaktur New Hall                                                                                        | Plymouth, Bristol und Staffordshire                       | Großbritannien | |
| 1769      |                           | Porzellanmanufaktur Chelsea                                                                                         | London                                                    | Großbritannien | |
| 1771      |                           | zahlreiche Manufakturen                                                                                             | Limoges                                                   | Frankreich     | Bernardaud, Raynaud, Deshoulières, Royal Limoges, Haviland etc. |
| 1772      | 1944                      | Porzellanfabrik Limbach                                                                                             | Neuhaus am Rennweg-Limbach, Thüringen                     | Deutschland    | |
| 1774      | 1782                      | Porzellanmanufaktur Oud-Loosdrecht                                                                                  | Loosdrecht                                                | Niederlande    | |
| 1775      | 2014                      | Porzellanmanufaktur Aynsley China                                                                                   | Longton, Stoke-on-Trent                                   | Großbritannien | |
| 1775      |                           | Den kongelige Porcelænsfabrik                                                                                       | Kopenhagen                                                | Dänemark       | 1987 Fusion mit Bing & Grøndahl zu Royal Copenhagen |
| 1777      |                           | Porzellanmanufaktur Hollóháza                                                                                       | Hollóháza                                                 | Ungarn         | Begann als Glasmanufaktur |
| 1777      | 2002                      | Graf von Henneberg Porzellan                                                                                        | Ilmenau, Thüringen                                        | Deutschland    | 1973–1990 Teil des Kombinats Neues Porzellanwerk Ilmenau (NPI), Marke „Graf von Henneberg“ seit 2005 von der Eschenbach Porzellan Group genutzt |
| 1782      | 1928                      | Porzellanfabrik Schney                                                                                              | Schney, Bayern                                            | Deutschland    | |
| 1782      | 1796                      | Põltsamaa Porzellanmanufaktur                                                                                       | Põltsamaa                                                 | Estland        | |
| 1783      | 1930                      | Porzellanfabrik Rauenstein                                                                                          | Frankenblick-Rauenstein, Thüringen                        | Deutschland    | Herzogtum Sachsen-Meiningen |
| 1784      | 1819                      | Porzellanfabrik Amstel                                                                                              | Ouder-Amstel und Nieuwer-Amstel                           | Niederlande    | |
| 1790      | 2018                      | Weimarer Porzellanmanufaktur                                                                                        | Blankenhain, Thüringen                                    | Deutschland    | |
| 1790      |                           | Porzellanfabrik Ćmielów                                                                                             | Ćmielów                                                   | Polen          | Zunächst Manufaktur für Steingut und Fayencen, ab 1838 Produktion von Porzellan |
| 1792      | 2011                      | Porzellanmanufaktur Haas & Czjzek                                                                                   | Horní Slavkov (Schlaggenwald)                             | Tschechien     | Königreich Böhmen; siehe auch Johann Czjzek von Smidaich |
| 1794      | 2024                      | Porcelánka Thun | Klášterec nad Ohří (Klösterle an der Eger)                | Tschechien     | Königreich Böhmen |
| 1794      | 2019                      | Königlich privilegierte Porzellanfabrik Tettau                                                                      | Tettau, Bayern                                            | Deutschland    | seit 1957 Tochterunternehmen von Seltmann Weiden; Werk in Tettau seit 2019 geschlossen |
| 1798      | 2004                      | Manufactur de Porcellan Aedermannsdorf                                                                              | Aedermannsdorf, Kanton Solothurn                          | Schweiz        | Fabrik seit 2004 geschlossen, Nachfolge Rössler Porzellan AG Ersigen |
| 1803      |                           | Porzellanfabrik Pirkenhammer                                                                                        | Březová (Pirkenhammer)                                    | Tschechien     | Königreich Böhmen; heute EPIAG Lofida - Porcelán CZ |
| 1803      |                           | Porzellanfabrik Ch. Nonn                                                                                            | Stružná (Gießhübel)                                       | Tschechien     | Königreich Böhmen |
| 1804      | 1954                      | Thomsberger & Hermann                                                                                               | Colditz, Sachsen                                          | Deutschland    | |
| 1807      | 1821                      | Trierer Porzellanmanufaktur                                                                                         | Trier, Rheinland-Pfalz                                    | Deutschland    | |
| 1808      | 1984                      | Porzellanfabrik Arnoldi                                                                                             | Elgersburg, Thüringen                                     | Deutschland    | |
| 1809      | Jahr unbekannt            | Fayence- und Porzellanfabrik Konakowo                                                                               | Konakowo                                                  | Russland       | |
| 1811      |                           | Steinzeug- und Porzellanfabrik Franz Miessl                                                                         | Dolní Chodov (Chodau)                                     | Tschechien     | Königreich Böhmen; zunächst Steinzeugproduktion, ab 1835 Porzellan; ab 1958 Teil von Karlovarský porcelán |
| 1814      |                           | Porzellanmanufaktur Moritz Zdekauer                                                                                 | Stará Role (Alt Rohlau)                                   | Tschechien     | Königreich Böhmen; zunächst Steinzeugproduktion, ab 1838 Porzellan |
| 1817      |                           | Porzellanmanufactur Plaue                                                                                           | Plaue (Thüringen)                                         | Deutschland    | heute Teil der Aeltesten Volkstedter Porzellanmanufaktur |
| 1821      |                           | EPIAG | Loket (Elbogen)                                           | Tschechien     | Königreich Böhmen |
| 1822      | 1969                      | Porzellanfabrik C. M. Hutschenreuther                                                                               | Hohenberg an der Eger, Bayern                             | Deutschland    | wurde 1969 mit der Porzellanfabrik von Lorenz Hutschenreuther zur Hutschenreuther AG fusioniert |
| 1822      | 2015                      | Lichte Porzellan | Lichte, Thüringen                                         | Deutschland    | |
| 1824      |                           | Vista Alegre | Ílhavo                                                    | Portugal       | |
| 1825      |                           | Porzellanfabrik Gustavsberg                                                                                         | Gustavsberg                                               | Schweden       | |
| 1825      | 1873                      | Porzellanfabrik Franz Lehnert                                                                                       | Lubenec-Jelení (Hirschen bei Lubenz)                      | Tschechien     | Königreich Böhmen |
| 1826      | 1847                      | Porzellanfabrik Nathusius                                                                                           | Althaldensleben, Sachsen-Anhalt                           | Deutschland    | |
| 1826      |                           | Porzellanmanufaktur Herend                                                                                          | Herend                                                    | Ungarn         | |
| 1827      | 1889                      | Porzellanfabrik F. A. Schumann                                                                                      | Berlin                                                    | Deutschland    | |
| 1829      | 2011                      | Wiener Porzellan-Manufaktur Josef Böck                                                                              | Wien                                                      | Österreich     | 1960 Übernahme durch die Porzellanmanufaktur Haas & Czjzek |
| 1830      | 1865                      | Porzellanfabrik J. W. Bruckmann                                                                                     | Köln-Deutz                                                | Deutschland    | Von 1865 bis 1873 Porzellan- u. Chamottefabrik Aberer & Overhoff |
| 1830      |                           | EPIAG | Dalovice (Dallwitz)                                       | Tschechien     | Königreich Böhmen |
| 1831      | 1971                      | Krister Porzellan-Manufaktur                                                                                        | Wałbrzych (Waldenburg)                                    | Polen          | Landkreis Waldenburg, Königreich Preußen; 1921 zu Rosenthal |
| 1832      |                           | Porzellanfabrik Dulevo                                                                                              | Duljowo                                                   | Russland       | |
| 1832      | 2006                      | Porzellanfabrik Tirschenreuth                                                                                       | Tirschenreuth, Bayern                                     | Deutschland    | anfangs Filialbetrieb der Porzellanfabrik in Schney, 1927–1994 Zweigniederlassung der Lorenz Hutschenreuther AG, 1995–2006 Teil der Azzurro GmbH |
| 1833      | 1930                      | Buckauer Porzellanmanufaktur                                                                                        | Magdeburg-Buckau, Sachsen-Anhalt                          | Deutschland    | |
| 1835      |                           | Porzellanmanufaktur Scheibe-Alsbach                                                                                 | Scheibe-Alsbach, Thüringen                                | Deutschland    | 1972–1990, VEB Vereinigte Zierporzellanwerke Lichte, seit den 1990er Jahren Teil von Seltmann Weiden |
| 1839      | 1919                      | Aecker Porzellan- und Steingutfabrik                                                                                | Arzberg, Bayern                                           | Deutschland    | |
| 1840      | 1939                      | Porzellanfabrik Carl Moritz                                                                                         | Saalfeld-Taubenbach, Thüringen                            | Deutschland    | |
| 1842      |                           | Porzellanfabrik Carl Knoll                                                                                          | Rybáře (Fischern)                                         | Tschechien     | Königreich Böhmen |
| 1842      |                           | Porzellanfabrik Kriegel & Co.                                                                                       | Praha-Smíchov (Prag-Smichow)                              | Tschechien     | Königreich Böhmen |
| 1844      |                           | Kahla/Thüringen Porzellan                                                                                           | Kahla, Thüringen                                          | Deutschland    | 2020 Insolvenzantrag |
| 1844      | 1853                      | Porzellanfabrik Carl Heyroth & Co.                                                                                  | Magdeburg-Sudenburg, Sachsen-Anhalt                       | Deutschland    | |
| 1844      | 1936                      | Porzellanmanufaktur Lenck                                                                                           | Passau, Bayern                                            | Deutschland    | |
| 1845      | 1932                      | Porzellanmanufaktur Carl Tielsch & Co.                                                                              | Altwasser bei Waldenburg                                  | Deutschland    | Provinz Schlesien, Königreich Preußen; 1932 Zusammenschluss mit C.M. Hutschenreuther AG |
| 1849      |                           | EPIAG | Karlovy Vary-Doubí (Aich)                                 | Tschechien     | Königreich Böhmen |
| 1850      | 1976                      | Porzellanfabrik Kalk                                                                                                | Köln-Kalk, Nordrhein-Westfalen, und Eisenberg, Thüringen  | Deutschland    | |
| 1852      | 1886                      | Porzellanmanufaktur L. H. A. Schmidt, später Opdenhoff                                                              | Berlin-Moabit                                             | Deutschland    | |
| 1852      |                           | Zsolnay Porzellanmanufaktur                                                                                         | Pécs                                                      | Ungarn         | Porzellanproduktion ab 1865 |
| 1853      |                           | Porzellanfabrik Bing & Grøndahl                                                                                     | Kopenhagen                                                | Dänemark       | 1987 Fusion mit Den kongelige Porcelænsfabrik zu Royal Copenhagen |
| 1853      |                           | Porzellanmanufaktur Royal Dux Bohemia                                                                               | Duchcov (Dux)                                             | Tschechien     | Königreich Böhmen; Ed. Eichler |
| 1853      | 1932                      | Porzellanmanufaktur Schomburg                                                                                       | Berlin-Moabit und Teltow, Brandenburg                     | Deutschland    | 1929 zu Steatit-Magnesia |
| 1854      | 1991                      | Margarethenhütte | Großdubrau, Sachsen                                       | Deutschland    | 1873–1922 zur Porzellanmanufaktur Schomburg; 1922 Fusion mit Kahla |
| 1854      | 1964                      | Porzellanfabrik Schlottenhof                                                                                        | Schlottenhof, Bayern                                      | Deutschland    | |
| 1857      |                           | Porzellanfabrik Lorenz Hutschenreuther                                                                              | Selb, Bayern                                              | Deutschland    | wurde 1969 mit der Porzellanfabrik von C. M. Hutschenreuther zur Hutschenreuther AG fusioniert, seit 1998 BHS Tabletop; Marke „Hutschenreuther“ gehört seit 2000 zu Rosenthal                                                                                              |
| 1857      | 1882                      | Porzellanfabrik Wirz & Riffart                                                                                      | Köln-Nippes, Nordrhein-Westfalen                          | Deutschland    | |
| 1858      | 1990                      | Porzellanmanufaktur Heinrich Baensch                                                                                | Lettin, heute Stadtteil von Halle (Saale), Sachsen-Anhalt | Deutschland    | Marke „Lettiner Porzellan“ 2008 wiederbelebt |
| 1859      |                           | Porzellanmanufaktur Karl Persch                                                                                     | Hajniště (Hegewald)                                       | Tschechien     | Königreich Böhmen; siehe auch Porzellanfabrik Mildeneichen |
| 1859      | 1922                      | Porzellanfabrik Joseph Schachtel AG                                                                                 | Sophienau (Niederschlesien)                               | Deutschland    | Aktien ab 1922 zu je 50 % im Besitz der AEG und Bergmann; Produktion von Isolatorenporzellan für die Elektrotechnik |
| 1860      | 2024                      | Zakłady Porcelany Stołowej „Karolina“                                                                               | Jaworzyna Śląska (Königszelt)                             | Polen          | Provinz Schlesien, Königreich Preußen; Produktionsende 2024 |
| 1861      | 1890                      | Rheinische Porzellanmanufaktur Oberkassel                                                                           | Düsseldorf-Oberkassel, Nordrhein-Westfalen                | Deutschland    | |
| 1864      |                           | Porzellanfabrik Bloch & Co.                                                                                         | Dubí (Eichwald)                                           | Tschechien     | Königreich Böhmen; Teuchert |
| 1864      | 1990                      | Porzellanfabrik Hertwig & Co.                                                                                       | Katzhütte, Thüringen                                      | Deutschland    | |
| 1865      |                           | Hafnerwerkstatt Leonard Wallern; Keramische Werke Zehendner                                                         | Tirschenreuth, Bayern                                     | Deutschland    | 1992 Aufteilung in Keramische Werke Zehendner (bis 1998) und SMCS Porzellanfabrik Tirschenreuth (bis 2002), seit 2002 Zehendner Keramik |
| 1865      | 1945                      | Porzellanfabrik Tiefenfurt                                                                                          | Tiefenfurt (Kr. Bunzlau)                                  | Polen          | Niederschlesien, Königreich Preußen |
| 1866      | 1926                      | Porzellanfabrik Fraureuth                                                                                           | Fraureuth, Sachsen                                        | Deutschland    | Königreich Sachsen |
| 1866      | 1993                      | Porzellanfabrik Waldsassen Bareuther & Co. AG.                                                                      | Waldsassen, Bayern                                        | Deutschland    | Insolvenz 1993; Markenrechte teilweise an SKV-Porzellan-Union; Kauf durch Rosenthal; Weihnachtstellerproduktion unter dem Stempel 2023 eingestellt |
| 1868      | 1909                      | Franz Hohmann Porzellanfabrik                                                                                       | Oberhausen, Nordrhein-Westfalen                           | Deutschland    | |
| 1869      | Jahr unbekannt            | Simon & Halbig | Ohrdruf-Gräfenhain, Thüringen                             | Deutschland    | nach 1930 Keramische Werke Gräfenhain |
| 1869      | 1979                      | Porzellanfabrik Wilhelm Jäger                                                                                       | Eisenberg, Thüringen                                      | Deutschland    | |
| 1871      | 1945                      | Bähr & Pröschild | Ohrdruf, Thüringen                                        | Deutschland    | 1919 zu Bruno Schmidt |
| 1871      |                           | Porzellanfabrik W. Goebel                                                                                           | Rödental-Oeslau, Bayern                                   | Deutschland    | Nach Bad Staffelstein verlegt; Besitzer: PM Kapital GmbH & Co. KG |
| 1872      |                           | Alboth & Kaiser, heute Kaiser-Porzellan                                                                             | Coburg, heute Bad Staffelstein, Bayern                    | Deutschland    | Besitzer: PM Kapital GmbH & Co. KG |
| 1872      |                           | Sächsische Porzellanmanufaktur Dresden                                                                              | Freital-Potschappel, Sachsen                              | Deutschland    | |
| 1873      |                           | Porzellanfabrik Pfeiffer & Löwenstein                                                                               | Ostrov nad Ohří (Schlackenwerth)                          | Tschechien     | Königreich Böhmen |
| 1873      |                           | Porzellanfabrik Kühl & Co.                                                                                          | Lesov (Lessau)                                            | Tschechien     | Königreich Böhmen; Franz Schmidt |
| 1873      | 1976                      | Porzellanfabrik Metzler & Ortloff                                                                                   | Ilmenau, Thüringen                                        | Deutschland    | |
| 1874      |                           | Arabia | Helsinki                                                  | Finnland       | |
| 1874      | 2015                      | Annaburg Porzellan                                                                                                  | Annaburg, Sachsen-Anhalt                                  | Deutschland    | |
| 1877      |                           | Wagner & Apel Porzellan                                                                                             | Gräfenthal-Lippelsdorf, Thüringen                         | Deutschland    | |
| 1878      | 1957                      | Porzellanfabrik Moschendorf                                                                                         | Hof-Moschendorf, Bayern                                   | Deutschland    | |
| 1879      | 1930                      | Meißner Ofen- und Porzellanfabrik, später Teichert-Werke                                                            | Meißen, Sachsen                                           | Deutschland    | genannt „Bürgerlich Meißen“ |
| 1879      |                           | Porzellanfabrik Schönwald                                                                                           | Schönwald, Bayern                                         | Deutschland    | ab 1972 zur Hutschenreuther AG, heute BHS tabletop AG |
| 1879      |                           | Rosenthal | Selb, Bayern                                              | Deutschland    | Insolvenz 2009; gehört nun zur Arcturus-Gruppe |
| 1880      | 1992                      | Porzellanfabrik Zeh, Scherzer & Co.                                                                                 | Rehau, Bayern                                             | Deutschland    | |
| 1881      | 1945                      | Porzellanfabrik Hermann Ohme                                                                                        | Niedersalzbrunn (Schlesien)                               | Deutschland    | |
| 1881      |                           | Porzellanfabrik Turn                                                                                                | Teplice-Trnovany (Turn)                                   | Tschechien     | Königreich Böhmen |
| 1881      | 1994                      | Carl Schumann Porzellan                                                                                             | Arzberg, Bayern                                           | Deutschland    | |
| 1881      |                           | Bauscher | Weiden in der Oberpfalz, Bayern                           | Deutschland    | ab 1927 zur Lorenz Hutschenreuther AG, heute BHS tabletop AG |
| 1882      |                           | Porzellanfabrik G. Benedikt                                                                                         | Karlovy Vary (Karlsbad)                                   | Tschechien     | Königreich Böhmen |
| 1882      |                           | Porzellan- und Steinzeugfabrik Carl Spitz                                                                           | Most (Brüx)                                               | Tschechien     | Königreich Böhmen |
| 1882      | 1999                      | Porzellanfabrik Oscar Schaller & Co. Nachf.                                                                         | Schwarzenbach an der Saale, Bayern                        | Deutschland    | |
| 1882      | 1912                      | Joseph Hohmann Porzellanfabrik                                                                                      | Düsseldorf-Derendorf, Nordrhein-Westfalen                 | Deutschland    | |
| 1882      | 1971                      | Porzellanfabrik Friedrich Kästner                                                                                   | Oberhohndorf, Sachsen                                     | Deutschland    | |
| 1882      |                           | Unterweißbacher Werkstätten für Porzellankunst                                                                      | Unterweißbach, Thüringen                                  | Deutschland    | seit Anfang der 1990er Jahre Teil von Seltmann Weiden |
| 1883      | 1937                      | Porzellanfabrik Gebrüder Simson                                                                                     | Gotha, Thüringen                                          | Deutschland    | |
| 1884      |                           | Belleek Pottery | Belleek, Nordirland                                       | Großbritannien | |
| 1884      | Jahr unbekannt            | Porzellanfabrik Pervomaisky                                                                                         | Pesochnoe, Rybinsk                                        | Russland       | |
| 1885      |                           | Porsgrund Porselænsfabrik                                                                                           | Porsgrunn                                                 | Norwegen       | |
| 1887      | 1933                      | Rheinische Porzellanfabrik Mannheim                                                                                 | Mannheim, Baden-Württemberg                               | Deutschland    | |
| 1887      | 2005                      | Porzellanfabrik Mitterteich                                                                                         | Mitterteich, Bayern                                       | Deutschland    | Insolvenz 2004; Werksschließung; Markenrechte an türkisches Unternehmen verkauft. |
| 1887      | 2024                      | Arzberg | Arzberg, Bayern                                           | Deutschland    | ab 1903 zur Porzellanfabrik Schönwald; 2000 Stilllegung des Werks; 2013 ging die Marke an Rosenthal; seit 2024 laufen die Kollektionen unter den Marken Rosenthal und Thomas. Die Artikelstruktur blieb bestehen, die Formen erhielten lediglich einen neuen Bodenstempel. |
| 1888      |                           | Concordia Lesov | Lesov (Lessau)                                            | Tschechien     | Königreich Böhmen |
| 1888      | 1929                      | Porzellanfabrik Galluba & Hofmann                                                                                   | Ilmenau, Thüringen                                        | Deutschland    | |
| 1888      | 1945                      | Porzellanfabrik Sorau                                                                                               | Żary (Sorau)                                              | Polen          | Landkreis Sorau, Königreich Preußen |
| 1889      | 1977                      | Krautheim & Adelberg                                                                                                | Selb, Bayern                                              | Deutschland    | Nach Schließung werden die Gebäude seitdem von "Bohemia Crystal" genutzt |
| 1889      | 1998                      | Porzellanmanufaktur Lengsfeld                                                                                       | Lengsfeld, Thüringen                                      | Deutschland    | |
| 1890      | 1945                      | W.S. Mayer & Comp.                                                                                                  | Božičany (Poschetzau)                                     | Tschechien     | Königreich Böhmen |
| 1890      | 1936                      | Kaiserliche Porzellanmanufaktur Yıldız                                                                              | Istanbul                                                  | Türkei         | |
| 1891      |                           | Unger & Gretschel, heute Eschenbach Porzellan Group – Neue Porzellanfabrik Triptis                                  | Triptis, Thüringen                                        | Deutschland    | Produktion bis 2022 in Triptis; Werk Windischeschenbach wurde 2004 geschlossen |
| 1891      |                           | Retsch Arzberg | Arzberg, Bayern                                           | Deutschland    | Vormals Porzellanfabrik Retsch Wunsiedel (bis ca. 2005) |
| 1892      | 1946                      | Amphora-Werke | Teplice-Trnovany (Turn)                                   | Tschechien     | Königreich Böhmen |
| 1892      | 1934                      | Porzellanfabrik Fritz Pfeffer                                                                                       | Gotha, Thüringen                                          | Deutschland    | |
| 1892      | 1972                      | Porzellanfabrik Schlegelmilch                                                                                       | Ilmenau-Langewiesen, Thüringen                            | Deutschland    | ab 1894 weitere Fabriken in Tillowitz und Suhl |
| 1895      | 1991                      | Porzellanwerk August Schweig                                                                                        | Weißwasser, Sachsen                                       | Deutschland    | 1945–1991 Volkseigener Betrieb |
| 1897      |                           | Porzellanfabrik Chodzież                                                                                            | Chodzież                                                  | Polen          | |
| 1897      | 1984                      | Porzellanfabrik Marktredwitz Jaeger & Co.                                                                           | Marktredwitz, Bayern                                      | Deutschland    | |
| 1897      | 1997                      | Porzellanfabrik Bauer, Rosenthal & Co                                                                               | Kronach, Bayern                                           | Deutschland    | Später zu Rosenthal |
| 1897      | 1939                      | Porzellanfabrik Mannl                                                                                               | Krummennaab, Bayern                                       | Deutschland    | Später Seltmann Weiden Werk Erbendorf |
| 1898      | 1969                      | Porzellanfabrik Gareis, Kühnl & Co.                                                                                 | Waldsassen, Bayern                                        | Deutschland    | 1969 Fusion mit Porzellanfabrik Bareuther; bis zur Insolvenz 1993 dann als "Werk B" geführt |
| 1899      | 1972                      | Porzellanfabriken Josef Rieber & Co. AG Selb-Thiersheim-Mitterteich                                                 | Selb, Thiersheim, Mitterteich, Bayern                     | Deutschland    | |
| 1899      | 2019                      | Erste Bayreuther Porzellanfabrik Walküre Siegmund Paul Meyer                                                        | Bayreuth, Bayern                                          | Deutschland    | Rechte 2020 an Friesland Porzellanfabrik |
| 1900      |                           | Porzellanmanufaktur Reichenbach                                                                                     | Reichenbach, Thüringen                                    | Deutschland    | |
| 1901      | 1976                      | Porzellanfabrik Heinrich & Co.                                                                                      | Selb, Bayern                                              | Deutschland    | 1976 zu Villeroy & Boch; Stilllegung der Fabrik ca. 2000 |
| 1901      | 2013                      | Porzellanfabrik Johann Seltmann Vohenstrauß                                                                         | Vohenstrauß, Bayern                                       | Deutschland    | seit 1993 SKV Porzellan-Union |
| 1901      | 2013                      | Porzellanfabrik Schirnding                                                                                          | Schirnding, Bayern                                        | Deutschland    | seit 1993 SKV Porzellan-Union; Stilllegung des Werks 2013 mit der Insolvenz der Arzberg Porzellan Gmbh |
| 1901      | 1929                      | Porzellan-Manufaktur Burgau a.d. Saale Ferdinand Selle                                                              | Jena-Burgau, Thüringen                                    | Deutschland    | |
| 1902      | 1947                      | Lindner & Co. | Jecha (Sondershausen)                                     | Deutschland    | seit 1947 Lindner GmbH in Bamberg |
| 1903      | 2010                      | Porzellanfabrik Heinrich Winterling                                                                                 | Marktleuthen, Bayern                                      | Deutschland    | |
| 1903      |                           | Porzellanfabrik Thomas & Ens                                                                                        | Marktredwitz, Bayern                                      | Deutschland    | seit 1908 Teil von Rosenthal; Werk wurde von Marktredwitz nach Speichersdorf verlegt; "Thomas am Kulm" |
| 1904      | 1958                      | Rhenania Porzellanfabrik                                                                                            | Bonn-Duisdorf, Nordrhein-Westfalen                        | Deutschland    | |
| 1904      | 2000                      | Sächsisches Porzellanwerk Freiberg                                                                                  | Freiberg, Sachsen                                         | Deutschland    | seit 2000 Freiberger Porzellan GmbH in Freiberg |
| 1904      | 1993                      | Neue Porzellanfabrik Gerold & Co.                                                                                   | Tettau, Bayern                                            | Deutschland    | 1997 von Lindner Porzellanfabrik, Küps, aufgekauft; seit 2002 ein Betrieb von Seltmann Weiden |
| 1905      | 1986                      | Schumann & Schreider                                                                                                | Schwarzenhammer, Bayern                                   | Deutschland    | |
| 1906      | 2013                      | Porzellanfabrik Johann Kronester                                                                                    | Schwarzenbach an der Saale, Bayern                        | Deutschland    | seit 1993 SKV Porzellan-Union |
| 1906      | 2000                      | Gebr. Winterling | Röslau, Bayern                                            | Deutschland    | |
| 1906      | 1974                      | Porzellanfabrik Arno Fischer                                                                                        | Ilmenau, Thüringen                                        | Deutschland    | |
| 1906      |                           | Porzellanfabrik Langenthal                                                                                          | Langenthal                                                | Schweiz        | heute zu Porzellanfabrik G. Benedikt |
| 1907      |                           | Porzellanfabrik Rudolf Kämpf-Leander                                                                                | Nové Sedlo-Loučky (Grünlas)                               | Tschechien     | Königreich Böhmen; Benjamin Hunt |
| 1907      | 1952                      | Müller & Co. | Volkstedt, Thüringen                                      | Deutschland    | |
| 1909      |                           | Könitz Porzellan | Könitz, Thüringen                                         | Deutschland    | |
| 1910      | ca. 1998                  | Porzellanfabrik Waldershof vorm. Johann Haviland                                                                    | Waldershof, Bayern                                        | Deutschland    | 1936 Übernahme durch Rosenthal |
| 1910      |                           | Porzellanfabriken Christian Seltmann, heute Seltmann Weiden                                                         | Weiden in der Oberpfalz, Bayern                           | Deutschland    | 1957 Ankauf der Königlich privilegierten Porzellanfabrik Tettau, in den 1990er Jahren Ankauf der Aeltesten Volkstedter Porzellanmanufaktur, der Unterweißbacher Werkstätten für Porzellankunst, der Porzellanmanufaktur Scheibe-Alsbach und der Porzellanmanufactur Plaue  |
| 1912      |                           | Rudolf Kämmer Porzellanmanufaktur                                                                                   | Rudolstadt-Volkstedt, Thüringen                           | Deutschland    | |
| 1912      |                           | Kober Steinwiesen                                                                                                   | Steinwiesen, Bayern                                       | Deutschland    | |
| 1913      | 1979                      | Porzellanfabrik Hertel, Jacob & Co.                                                                                 | Rehau, Bayern                                             | Deutschland    | |
| 1919      | 1931                      | Porzellanfabrik Bavaria Ullersricht AG                                                                              | Weiden in der Oberpfalz, Bayern                           | Deutschland    | |
| 1919      |                           | Porzellanfabrik Altenkunstadt Karl Nehmzow                                                                          | Altenkunstadt, Bayern                                     | Deutschland    | |
| 1919      | 1973                      | Porzellanfabrik Edelstein                                                                                           | Küps, Bayern                                              | Deutschland    | |
| 1920      | 1945                      | Porzellanfabrik C.H. Tuppack                                                                                        | Tiefenfurt, (Kreis Bunzlau), Niederschlesien              | Deutschland    | |
| 1921      | 1924                      | Porzellanfabrik Opfinger                                                                                            | Weiden in der Oberpfalz, Bayern                           | Deutschland    | |
| 1921      |                           | Keramische Werke Bohemia, heute Thun 1794                                                                           | Nová Role (Neu Rohlau)                                    | Tschechien     | |
| 1921      | 1991                      | Porzellanfabrik Naila Hagen & Co.                                                                                   | Naila, Bayern                                             | Deutschland    | 1981 von der Hutschenreuther AG als Hutschenreuther - Technische Keramik Werk Hof, Abteilung Naila übernommen |
| 1923      |                           | Porzellanmanufaktur Augarten                                                                                        | Wien                                                      | Österreich     | In Tradition der 1864 geschlossenen Wiener Porzellanmanufaktur |
| 1928      |                           | Rössler Porzellan                                                                                                   | Ersigen                                                   | Schweiz        | |
| 1928      |                           | Holst Porzellan | Halle (Westf.), Nordrhein-Westfalen                       | Deutschland    | |
| 1929      |                           | Lindner Porzellanfabrik                                                                                             | Küps, Bayern                                              | Deutschland    | 2000 Übernahme der Bad- und Küchenlinie der Porzellanfabrik Gerold & Co., Tettau |
| 1934      | 1942                      | Porzellanfabrik Ilse Pfeffer                                                                                        | Gotha, Thüringen                                          | Deutschland    | |
| 1936      | 1945                      | Porzellanmanufaktur Allach                                                                                          | München-Allach, Bayern                                    | Deutschland    | |
| 1938      |                           | Porzellanfabrik Jiesia                                                                                              | Kaunas                                                    | Litauen        | |
| 1941      |                           | Porzellanfabrik Figgjo                                                                                              | Sandnes                                                   | Norwegen       | |
| 1947      | 1994                      | Steatyt Katowice | Katowice                                                  | Polen          | |
| 1948      |                           | M.W. Reutter Porzellanfabrik                                                                                        | Denkendorf, Baden-Württemberg                             | Deutschland    | |
| 1950      | 2002                      | Kerafina Porzellanmanufaktur                                                                                        | Marktredwitz, Bayern                                      | Deutschland    | Marke „Royal KPM“ |
| 1952      | 1992                      | Zakłady Porcelany Stołowej Wałbrzych S.A.                                                                           | Wałbrzych-Stary Zdrój                                     | Polen          | |
| 1953      |                           | Krzysztof Fabryka Porcelany                                                                                         | Wałbrzych                                                 | Polen          | |
| 1953      |                           | Friesland Porzellanfabrik                                                                                           | Varel, Niedersachsen                                      | Deutschland    | ehemals „Melitta Porzellanwerke“ |
| 1954      | 1971                      | Helmut Krüger Porzellanmanufaktur                                                                                   | Berlin                                                    | Deutschland    | |
| 1959      | 1990                      | ÖSPAG | Wilhelmsburg                                              | Österreich     | „Lilienporzellan“ |
| 1962      |                           | Porzellanfabrik Łubiana                                                                                             | Łubiana                                                   | Polen          | |
| 1964      |                           | Ancàp S.p.A | Sommacampagna                                             | Italien        | |
| 1970      |                           | Porzellanfabrik Apulum                                                                                              | Alba Iulia                                                | Rumänien       | |
| 1978      |                           | JSC Dobrush Porzellanfabrik                                                                                         | Dobrusch                                                  | Belarus        | |
| 1972      |                           | Dibbern | Bargteheide, Schleswig-Holstein                           | Deutschland    | 1997 Übernahme des Werks von C.M. Hutschenreuther in Hohenberg an der Eger |
| 1988      | 2004                      | Porzellanfabrik Książ                                                                                               | Szczawienko                                               | Polen          | |
| 1987      |                           | Porcel | Aveiro                                                    | Portugal       | |
| 1987      |                           | Bohemia Porcelàn 1987                                                                                               | Chodov                                                    | Tschechien     | |
| 1998      |                           | BHS Tabletop | Selb, Bayern                                              | Deutschland    | 1998 aus der Hutschenreuther AG hervorgegangen, vereint Bauscher, Hutschenreuther und Schönwald |
| 2000      |                           | Freiberger Porzellan GmbH                                                                                           | Freiberg, Sachsen                                         | Deutschland    | Nachfolger des Sächsischen Porzellanwerk Freiberg (1904–2000) |
| 2002      |                           | EPIAG Lofida - Porcelán CZ                                                                                          | Dalovice                                                  | Tschechien     | Nachfolger der EPIAG |
| 2009      |                           | Thun 1794 | Nová Role                                                 | Tschechien     | Nachfolger von Karlovarský porcelán |
| 2019      |                           | manufaktur peng | Dortmund                                                  | Deutschland    | |